# CR Flamengo
Clube de Regatas do Flamengo este un club de fotbal din Rio de Janeiro, în cartierul Gávea, care joacă în Campeonato Brasileiro Série A, precum și Campeonato Carioca. Este unul dintre cele două cluburi care nu au retrogradat niciodată din prima divizie, alături de FC São Paulo.

## Istoric
Clubul a fost înființat pentru prima dată în 1895 ca un club de canotaj și a jucat primul meci oficial de fotbal în 1912. Echipamentul tradițional al lui Flamengo prezintă tricouri cu dungi roșii și negre, cu pantaloni albi și jambiere cu dungi roșii și negre. Flamengo și-a jucat de obicei meciurile de acasă pe Maracanã, stadionul național al Braziliei, de la finalizarea sa în 1950, cu unele excepții în ultimii ani. Din 1969, vulturul (portugheză: urubu) este cea mai recunoscută mascotă a Flamengo.
Flamengo s-a impus ca unul dintre cele mai de succes cluburi sportive ale Braziliei în secolul al XX-lea, în timpul erei ligilor de stat din Brazilia, când a câștigat mai multe titluri Campeonato Carioca (liga de stat Rio de Janeiro) înainte de înființarea primului campionat național de fotbal brazilian în 1959. De atunci, ei au continuat să aibă succes în fotbalul brazilian, câștigând 7 Campeonato Brasileiro Série A, Copa União 1987, 5 Copa do Brasil și un record de 38 Campeonato Carioca. În competițiile din America de Sud și din întreaga lume, cele mai mari realizări ale clubului sunt câștigarea Copa Libertadores din 1981, 2019 și 2022, și Cupa Intercontinentală din 1981 împotriva lui Liverpool, condusă de cel mai emblematic jucător al clubului, Zico.
Cele mai acerbe și mai longevive rivalități ale Flamengo sunt cu ceilalți „Patru Mari” din Rio de Janeiro: Fluminense, Botafogo și Vasco da Gama. Rivalitatea lor împotriva Atlético Mineiro este considerată cea mai acerbă dintre toate rivalitățile interstatale pentru orice club din țară.
Flamengo a fost, de asemenea, bine reprezentat în echipa națională de fotbal a Braziliei, la Cupa Mondială FIFA din 1938, atacantul brazilian Leônidas, care era jucător de Flamengo la acea vreme, a fost cel mai bun jucător al Cupei Mondiale FIFA și cu șapte goluri marcate a obținut și Balonul de Aur al Cupei Mondiale, devenind primul jucător brazilian care a câștigat acele două premii; Doisprezece ani mai târziu, la Cupa Mondială FIFA din 1950, Zizinho, care a fost mijlocaș ofensiv pentru Flamengo, a câștigat și Balonul de Aur după ce a fost votat cel mai bun jucător; 4 din cei 10 cei mai buni marcatori ai echipei naționale a Braziliei au fost toți jucători Flamengo la un moment dat în cariera lor, șapte jucători au câștigat Cupa Mondială FIFA în timp ce jucau pentru Flamengo, iar Màrio Zagallo, pe atunci jucător la Flamengo, a marcat al treilea gol pentru Brazilia în finala Cupei Mondiale FIFA din 1958.
Academia de tineret a lui Flamengo este una dintre cele mai prolifice din Brazilia și din lume și a dezvoltat o serie de internaționali brazilieni precum Zico, Vinícius Júnior, Lucas Paquetá, Júlio César, Adriano, Mário Zagallo, Júnior și Leonardo.
Flamengo este cel mai popular club din Brazilia, cu peste 40,2 milioane de suporteri în 2022. Este, de asemenea, cel mai bogat și mai valoros club de fotbal din Brazilia, cu un venit anual de 1,2 miliarde R$ (218 milioane EUR) și o evaluare de peste 3,8 miliarde R$ (691 milioane EUR).

## Lotul actual
La 3 august 2025.
| Nr. |           | Poziție | Jucător                               |
| --- | --------- | ------- | ------------------------------------- |
| 1   | Argentina | P       | Agustín Rossi                         |
| 2   | Uruguay   | F       | Guillermo Varela                      |
| 3   | Brazilia  | F       | Léo Ortiz                             |
| 4   | Brazilia  | F       | Léo Pereira                           |
| 5   | Chile     | M       | Erick Pulgar                          |
| 6   | Brazilia  | F       | Ayrton Lucas                          |
| 7   | Brazilia  | A       | Luiz Araújo                           |
| 8   | Spania    | M       | Saúl Ñíguez                           |
| 9   | Brazilia  | A       | Pedro                                 |
| 10  | Uruguay   | M       | Giorgian de Arrascaeta (vice-căpitan) |
| 11  | Brazilia  | A       | Everton                               |
| 13  | Brazilia  | F       | Danilo                                |
| 15  | Columbia  | M       | Jorge Carrascal                       |
| 16  | Brazilia  | A       | Samuel Lino                           |
| 17  | Uruguay   | F       | Matías Viña                           |
| 18  | Uruguay   | M       | Nicolás de la Cruz                    |
| 19  | Brazilia  | M       | Lorran                                |

| Nr. |          | Poziție | Jucător                  |
| --- | -------- | ------- | ------------------------ |
| 20  | Brazilia | M       | Matheus Gonçalves        |
| 21  | Italia   | M       | Jorginho                 |
| 22  | Brazilia | F       | Emerson Royal            |
| 23  | Brazilia | A       | Juninho                  |
| 25  | Brazilia | P       | Matheus Cunha            |
| 26  | Brazilia | F       | Alex Sandro              |
| 27  | Brazilia | A       | Bruno Henrique (căpitan) |
| 29  | Brazilia | M       | Allan                    |
| 30  | Brazilia | A       | Michael                  |
| 33  | Brazilia | F       | Cleiton                  |
| 49  | Brazilia | P       | Dyogo Alves              |
| 50  | Ecuador  | A       | Gonzalo Plata            |
| 52  | Brazilia | M       | Evertton Araújo          |
| 61  | Brazilia | F       | João Victor              |
| 64  | Brazilia | A       | Wallace Yan              |

## Finale
Performanțe obținute de Flamengo în cupele naționale ale Braziliei.
| 1990 | Flamengo | 1 - 0 | Goias            |
| 2006 | Flamengo | 3 - 0 | Vasco da Gama    |
| 2013 | Flamengo | 3 - 1 | Athletico PR     |
| 2022 | Flamengo | 1 - 1 | Corinthians      |
| 2024 | Flamengo | 3 - 2 | Atlético Mineiro |

| 2020 | Flamengo | 3 - 0 | Athletico PR |
| 2021 | Flamengo | 2 - 2 | Palmeiras    |

| 1997 | Flamengo | 2 - 2 | Grêmio      |
| 2003 | Flamengo | 2 - 4 | Cruzeiro    |
| 2004 | Flamengo | 2 - 4 | Santo André |
| 2017 | Flamengo | 1 - 1 | Cruzeiro    |
| 2023 | Flamengo | 1 - 2 | São Paulo   |

| 1991 | Flamengo | 0 - 1 | Corinthians      |
| 2022 | Flamengo | 2 - 2 | Atlético Mineiro |
| 2023 | Flamengo | 3 - 4 | Palmeiras        |

Performanțe obținute de Flamengo în cupele continentale ale Americii de Sud - CONMEBOL și intercontinentale - FIFA.
| 1981 | Flamengo | 4 - 2 | CD Cobreloa   |
| 2019 | Flamengo | 2 - 1 | River Plate   |
| 2023 | Flamengo | 1 - 0 | CA Paranaense |

| 2020 | Flamengo | 5 - 2 | Independiente del Valle |

| 2021 | Flamengo | 1 - 2 | Palmeiras |

| 2023 | Flamengo | 1 - 1 | Independiente del Valle |

| 2017 | Flamengo | 2 - 3 | Independiente |

| 1993 | Flamengo | 4 - 4 | São Paulo     |
| 1995 | Flamengo | 1 - 2 | Independiente |

| 2019 | Flamengo | 0 - 1 | Liverpool |

| 1981 | Flamengo | 3 - 0 | Liverpool |

## Internaționali importanți
- Moderato
- Domingos da Guia
- Leônidas da Silva
- Walter
- Juvenal
- Dequinha
- Indio
- Rubens
- Mário Zagallo
- Moacir Barbosa Nascimento
- Joel Antonio Martins
- Dida
- Paulo Henrique
- Silva
- Brito
- Paulo Cesar
- Renato
- Zico
- Leovegildo Lins da Gama Júnior
- Sócrates
- Zizinho
- Leandro
- Gabriel Barbosa
- Bruno Henrique
- Arrascaeta
- Adriano Leite Ribeiro
- Leonardo da Silva Moura
- Zinho
- Júlio César Soares Espíndola
- Arílson de Paula Nunes